# Lenny Venito
Lenny Venito (Pittsburgh, 10 maggio 1969) è un attore e doppiatore statunitense.

## Biografia
Caratterista attivo sul piccolo e grande schermo dalla fine degli anni ottanta, è principalmente ricordato per le apparizioni ricorrenti di italoamericani in serie televisive, in particolare nel ruolo di "Murmur" Zancone nell'ultima stagione de I Soprano e in quello di Francis 'Squatch' Squacieri in Una banda allo sbando. Ha all'attivo dozzine di partecipazioni a celebri serie televisive poliziesche dell'ultimo decennio, da NYPD - New York Police Department a Squadra emergenza.
Al cinema ha sempre svolto ruoli marginali, anche in pellicole di buon successo quali Il giocatore (1998), Men in Black II (2002), La guerra dei mondi (2005).
Nel 2013 entra a far parte del main cast di The Neighbors, in Italia Vicini del terzo tipo, situation commedy prodotta da ABC Studios and Kapital Entertainment.

## Filmografia parziale

### Attore

#### Cinema
- Il giocatore - Rounders (Rounders), regia di John Dahl (1998)
- Biglietti... d'amore (Just the Ticket), regia di Richard Wenk (1999)
- Men in Black II, regia di Barry Sonnenfeld (2002)
- Amore estremo - Tough Love (Gigli), regia di Martin Brest (2003)
- Il coraggio di cambiare (Duane Hopwood), regia di Matt Mulhern (2005)
- La guerra dei mondi (War of the Worlds), regia di Steven Spielberg (2005)
- Il buio nell'anima (The Brave One), regia di Neil Jordan (2007)
- Return to Sleepaway Camp, regia di Robert Hiltzik (2008)
- Solitary Man, regia di Brian Koppelman (2009)
- Come lo sai (How do you know), regia di James L. Brooks (2010)
- Men in Black 3 regia di Barry Sonnenfeld (2012)
- God's Pocket, regia di John Slattery (2014)
- Money Monster - L'altra faccia del denaro (Money Monster), regia di Jodie Foster (2016)
- This Is the Night, regia di James DeMonaco (2021)

#### Televisione
- NYPD - New York Police Department (NYPD Blue) - serie TV, 6 episodi (1997-2003)
- Law & Order: Criminal Intent - serie TV, episodi 1x01 - 9x13 (2001-2010)
- Squadra emergenza (Third Watch) - serie TV, episodio 4x19 (2003)
- I Soprano (The Sopranos) - serie TV, 9 episodi (2006-2007)
- Una banda allo sbando (The Knights of Prosperity) - serie TV, 13 episodi (2007)
- Life on Mars - serie TV, episodi 1x04 (2008)
- Bored to Death - Investigatore per noia (Bored to Death) - serie TV, episodi 2x01-2x08-3x02 (2010-2011)
- Vicini del terzo tipo (The Neighbors) - serie TV (2013)
- Law & Order - Unità vittime speciali (Law & Order: Special victims unit)  - serie TV, episodio 16x01 (1014)
- Kevin Can Wait - serie TV (2016 - in produzione)
- The Blacklist - serie TV (2017)

### Doppiatore
- Shark Tale (2004)
- Uno zoo in fuga (The Wild) (2006)

## Doppiatori italiani
Nelle versioni in italiano delle opere in cui ha recitato, Lenny Venito è stato doppiato da:
- Fabrizio Russotto ne I Soprano, Law & Order - Unità vittime speciali (ep. 13x21)
- Stefano Mondini in Law & Order - Unità vittime speciali (ep. 14x01, 16x01), La Fantastica Signora Maisel
- Gianluca Machelli in Person of Interest, The Blacklist
- Luigi Scribani in Law & Order: Criminal Intent (ep. 1x01)
- Cesare Rasini in Law & Order: Criminal Intent (ep. 9x13)
- Giorgio Lopez in Amore estremo - Tough love
- Sergio Lucchetti in Law & Order - I due volti della giustizia (ep. 12x07)
- Renato Cecchetto in Law & Order - I due volti della giustizia (ep. 14x20)
- Franco Mannella ne La guerra dei mondi
- Pino Ammendola in Men in Black
- Pasquale Anselmo in Una banda allo sbando
- Dario Oppido in Money Monster - L'altra faccia del denaro
- Davide Marzi in The Good Wife
- Enzo Avolio in Blue Bloods
- Roberto Fidecaro in Billions
- Roberto Stocchi in Law & Order - Unità vittime speciali (ep. 21x06)

Da doppiatore è sostituito da:
- Stefano De Sando in Uno zoo in fuga